# Rivière York
Der Rivière York ist ein Fluss in der Verwaltungsregion Gaspésie–Îles-de-la-Madeleine der kanadischen Provinz Québec.

## Flusslauf
Der Rivière York entspringt 5 km nördlich des Deuxième lac York in den Monts Chic-Chocs auf der Gaspésie-Halbinsel. Er durchfließt den Lac York in östlicher Richtung durch die regionale Grafschaftsgemeinde La Côte-de-Gaspé zur Baie de Gaspé. Er mündet 7 km westlich von Gaspé in das Südwest-Becken des Havre de Gaspé, einem Ästuar, in welches auch der Rivière Dartmouth mündet. Der Rivière York hat eine Länge von 124 km. Er entwässert ein Areal von 1064 km². Der mittlere Abfluss beträgt 23 m³/s. 